# Machaerium rogaguense
Machaerium rogaguense är en ärtväxtart som beskrevs av Henry Hurd Rusby. Machaerium rogaguense ingår i släktet Machaerium och familjen ärtväxter. Inga underarter finns listade i Catalogue of Life.